# Hôtel particulier Kiriakov
L'hôtel particulier Kiriakov (Уса́дьба Кирьяко́ва) est un hôtel particulier situé rue Petrovka à Moscou. Il appartenait au magnat du textile, Grigori Abramovitch Kiriakov, et a été construit après 1781 par Matveï Kazakov ou selon d'autres sources par un de ses disciples. Il est occupé aujourd'hui par la Compagnie d'assurance des forces de l'ordre et par le département du ministère de l'intérieur de la fédération de Russie spécialisé dans la lutte contre la cybercriminalité,,.

## Histoire et description

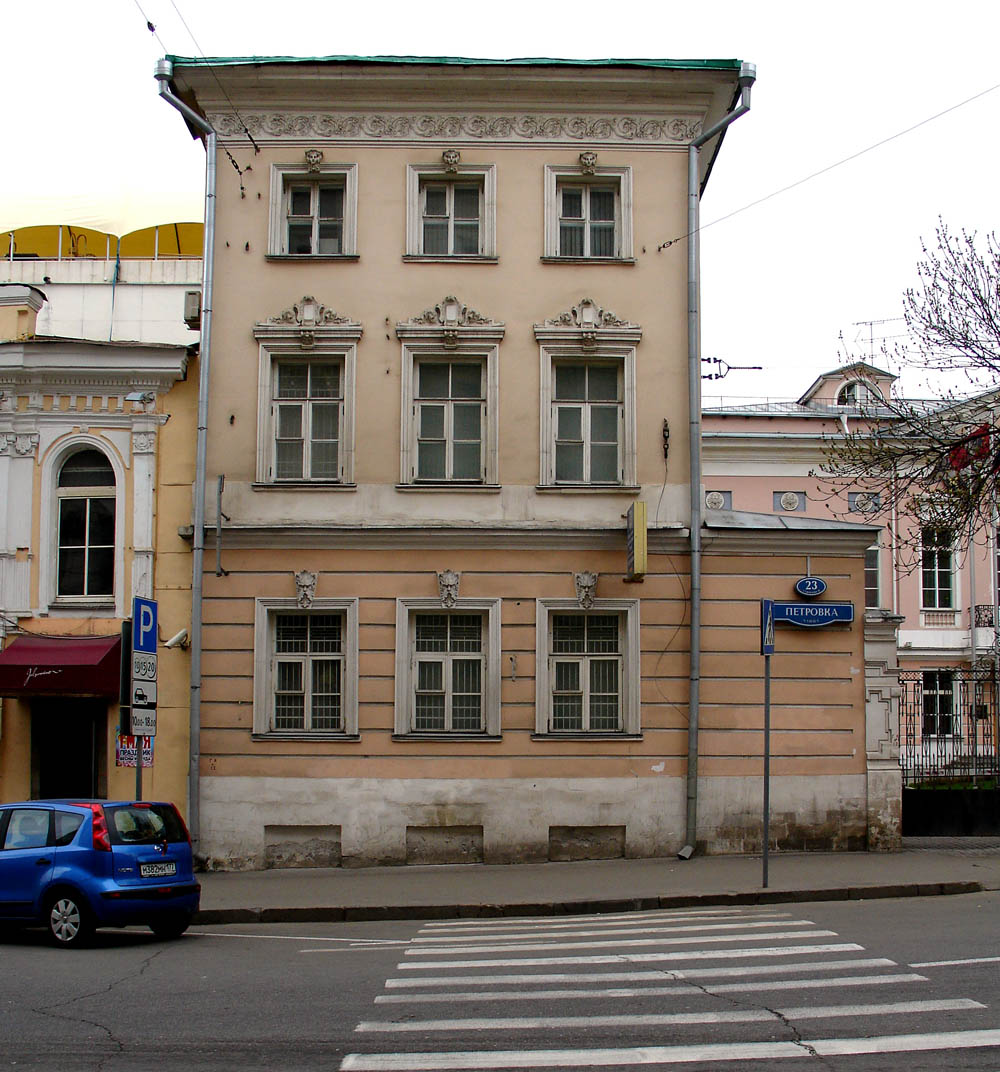
Aile gauche de l'hôtel Kiriakov en 2007.

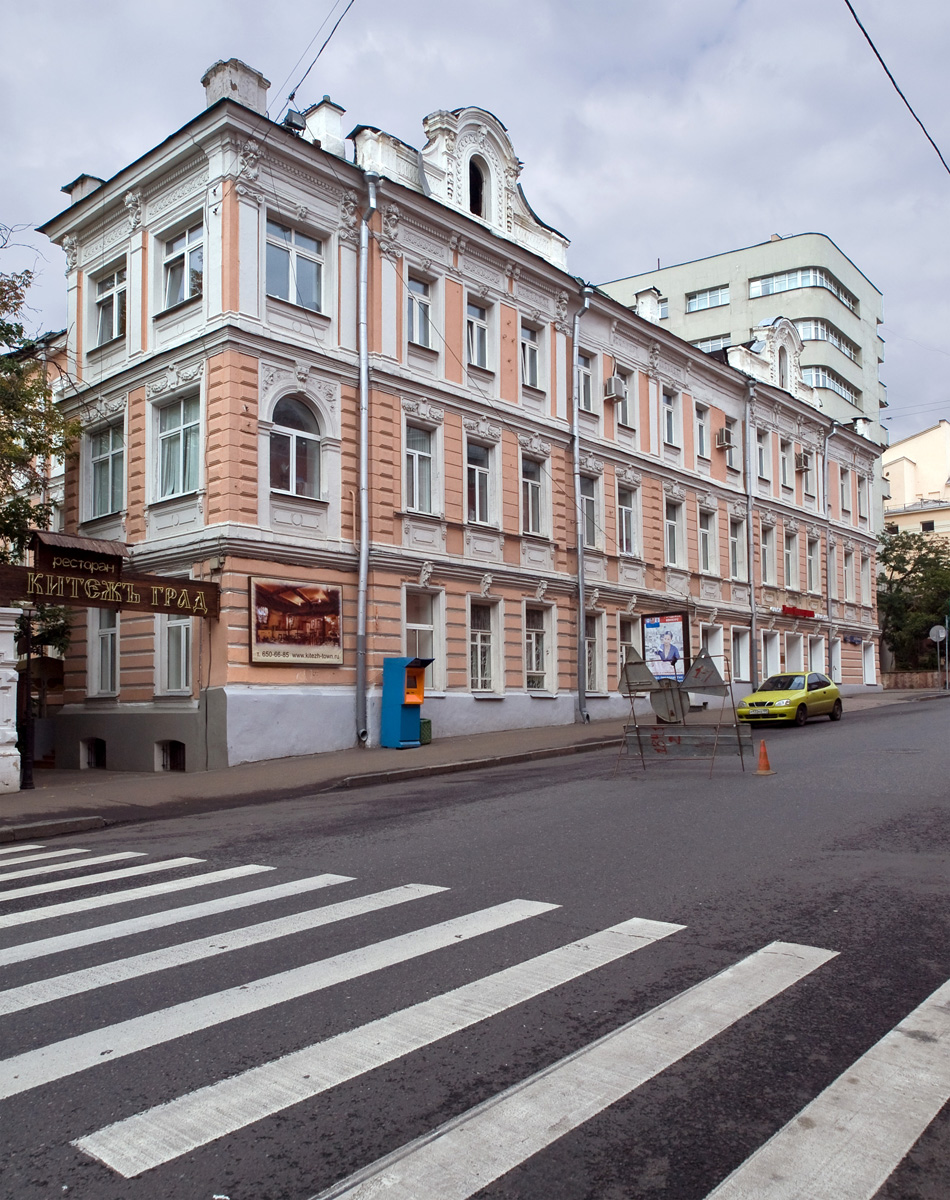
Aile droite de l'hôtel Kiriakov en 2009.

Le terrain au croisement de la rue Petrovka et du chemin Petrovski appartient après le milieu du XVIIIe siècle au magnat du textile, Grigori Kiriakov. Il confie la construction de sa demeure à Kazakov ou à un de ses disciples. Kazakov inclut ce projet dans son album architectural d'édifices particuliers, comme modèle d'un hôtel particulier en pur style néoclassique russe. Le bâtiment est érigé après 1781 sur le fondement d'anciens bâtiments, situés au bout de la rue. La façade principale de la nouvelle maison est tournée vers Petrovka, des dépendances en pierre jouxtent les parties latérales du bâtiment. Derrière le domaine se trouve alors un grand jardin avec un étang et des serres.
Au XIXe siècle, du côté du chemin Petrovski, l'on construit un immeuble de rapport sur l'aile droite. Les travaux sont dirigés par Pavel Gaudring. Plus tard, cet immeuble est acquis par la princesse Tatischev, puis par I.M. Kabanov,.
Dans les années 1840, l'hôtel particulier est acquis par le collectionneur Pavel Karabanov qui y installe ses collections d'antiquités. Il reçoit dans ses salons l'historien Pogodine, le prince Dolgoroukov, historien également, et l'historien ethnographe Sneguiriov, le critique littéraire Chevyriov et d'autres représentants des milieux de la culture de l'époque. Pogodine décrit ainsi la collection de Karabanov: « Je n'en croyais pas mes yeux, voyant devant moi de nombreux trésors rassemblés avec tant d'habileté et dans une telle intégralité, conservés dans cet ordre : vases, bols, bratini, tasses, cuillères, images, croix, boucles d'oreilles, bagues, médailles, monnaies, manuscrits, manuscrits russes enroulés [stolbtsy], dessins, livres, autographes, portraits. Mes yeux couraient d'un objet à l'autre, et je ne savais pas où m'arrêter, tout était si curieux, important, nouveau.. »
Après la mort de Karabanov en 1851, une partie de sa collection passe aux fonds du palais des Armures, et sa collection de livres est partagée entre la bibliothèque publique de Saint-Pétersbourg  et la bibliothèque de l'université de Moscou. L'hôtel devient la propriété de l'archiviste Mikhaïl Obolenski. À différentes époques, des personnalités telles que le thérapeute Constantin Pavlinov, l'artiste du Théâtre Korch, Vladimir Sachine, le docteur N.N. Obolenski y habitent. Dans une aile de l'hôtel kiriakov, la première école moscovite de dentisterie y est installée en septembre 1892 sous la direction du stomatologue Ilia Matveïevitch Kovarski. Bientôt, l'école déménage dans un édifice en propre situé à Karetny Riad. Elle ferme en 1905. Trois ans plus tard, l'école de stomatologie n° 3 s'installe dans une partie de l'hôtel Kiriakov. Une autre partie est vouée à une école de physiothérapie selon la méthode de Jonas Zander et utilisant des appareils de massage mécanothérapeutiques,.
Au début du XXe siècle, le marchand Khristophore Ledentsov habite dans cet hôtel. Il lègue ses biens à la Société pour la promotion des progrès des sciences expérimentales et de leurs applications pratiques, qu'il avait fondée en 1909. L'organisation fournit des soutiens financiers à des savants et chercheurs tels que Pavlov, Joukovski, Lebedev, etc..
Après la Révolution d'Octobre, l'ancien hôtel particulier est donné à la polyclinique thérapeutique du département de la santé de la ville de Moscou, où sont soignées en priorité des représentants du monde de la culture. D'après le témoignage de l'actrice Galina Belotserkovskaïa, des séances de théâtre improvisées étaient organisées lors des fêtes nationales dans la salle de conférence. On y a vu Sergueï Obraztsov, Arkadi Raïkine, Alla Tarassova, Lev Mirov, Mark Novitski entre autres. Pendant cette période, une partie de l'édifice est occupée par des appartements loués, où vécurent notamment l'actrice Maria Roxanova du Théâtre d'art de Moscou et le dramaturge Leonid Soubbotine.
À l'époque de la perestroïka, l'ancien hôtel particulier est occupé par la coopérative médicale Ozdorovlenié. L'hôtel Kiriakov est inscrit au patrimoine culturel protégé d'importance fédérale en 1995. Pour le 850e anniversaire de Moscou, le corps de logis est restauré,. Depuis la fin des années 1990, une partie de l'édifice est occupée par les services de lutte contre la cybercriminalité du ministère de l'intérieur. La façade est rénovée en 2002, reprenant son brillant d'origine. Après les travaux, l'hôtel Kiriakov passe à la Compagnie d'assurance des forces de l'ordre. L'hôtel est ouvert au public deux fois par an dans le cadre du projet de la journée internationale des monuments et lieux historiques,. L'ancien immeuble de rapport Kiriakov-Tatischev (dans une aile), donnant chemin Petrovski, est refait sous la direction de l'institut  «МосжилНИИпроект» (MosjilNIIproïekt) pour être revendu à des investisseurs,.

## Source de la traduction
- (ru) Cet article est partiellement ou en totalité issu de l’article de Wikipédia en russe intitulé « Усадьба Кирьякова » (voir la liste des auteurs).